# A Digimon epizódjainak listája

## Digimon (1. sorozat)
Nyitódal
Butter-Fly - előadó: Vada Kódzsi
Záródal
I wish - előadó: Maeda Ai (epizódok: 1 - 26)
keep on - előadó: Maeda Ai (epizódok: 27 - 54)
Betétdal
brave heart - előadó: Mijazaki Ajumi
Seven - előadó: Vada Kódzsi
Júki o Cubasza ni Site (勇気を翼にして; Hepburn: Yūki o Tsubasa ni Shite) - előadó: Fudzsita Tosiko
| #  | Epizód címe | Első japán sugárzás  | Első magyar sugárzás |
| -- | --- | -------------------- | -------------------- |
| 1  | Hát így kezdődött Hjórjú? Bóken no Sima! (漂流? 冒険の島!; Hepburn: Hyōryū? Bōken no Shima!) | 1999. március 7.     | 2001. szeptember 12. |
| 2  | Greymon születése Bakurecu Sinka! Gureimon (爆裂進化! グレイモン; Hepburn: Bakuretsu Shinka! Gureimon)                                                                                           | 1999. március 14.    | 2001. szeptember 13. |
| 3  | Garurumon Aoki Ókami! Garurumon (蒼き狼! ガルルモン; Hepburn: Aoki Ōkami! Garurumon) | 1999. március 21.    | 2001. szeptember 14. |
| 4  | Biyomon a tűzzel játszik Sakunecu! Bádoramon (灼熱! バードラモン; Hepburn: Shakunetsu! Bādoramon)                                                                                                | 1999. március 28.    | 2001. szeptember 17. |
| 5  | Kabuterimon elektromos sokkolója Denkó! Kabuterimon (電光! カブテリモン; Hepburn: Denkō! Kabuterimon)                                                                                            | 1999. április 4.     | 2001. szeptember 18. |
| 6  | Togemon játékvárosban Parumon Ikari no Sinka (パルモン怒りの進化!; Hepburn: Parumon Ikari no Shinka)                                                                                             | 1999. április 11.    | 2001. szeptember 19. |
| 7  | Ikkakumon szigonytorpedója Hókó! Ikkakumon (咆哮! イッカクモン; Hepburn: Hōkō! Ikkakumon) | 1999. április 18.    | 2001. szeptember 20. |
| 8  | A gonosz megmutatja arcát Jami no Sisa Debimon (闇の使者デビモン!; Hepburn: Yami no Shisha Debimon)                                                                                              | 1999. április 25.    | 2001. szeptember 21. |
| 9  | Fagyos jégütés Gekitocu! Reitó Dedzsimon (激突! 冷凍デジモン; Hepburn: Gekitotsu! Reitō Dejimon)                                                                                                 | 1999. május 2.       | 2001. szeptember 24. |
| 10 | Nyom a digimúltból Sugosa Kentarumon (守護者ケンタルモン!; Hepburn: Shugosha Kentarumon) | 1999. május 9.       | 2001. szeptember 25. |
| 11 | A Bakemon ünnepség Odoru Bórei! Bakemon (踊る亡霊! バケモン; Hepburn: Odoru Bōrei! Bakemon) | 1999. május 16.      | 2001. szeptember 26. |
| 12 | A digióvodában Bóken! Patamon to Boku (冒険! パタモンと僕; Hepburn: Bōken! Patamon to Boku) | 1999. május 23.      | 2001. szeptember 27. |
| 13 | A digiválasztottak legendája Endzsemon Kakuszei! (エンジェモン覚醒!; Hepburn: Enjemon Kakusei!)                                                                                                  | 1999. május 30.      | 2001. szeptember 28. |
| 14 | Indulás egy új kontinensre Tabidacsi Sintairiku e! (出航・新大陸へ!; Hepburn: Tabidachi Shintairiku e!)                                                                                          | 1999. június 6.      | 2001. október 1.     |
| 15 | Etemon sötét hálózata Etemon! Aku no Hanamicsi (エテモン! 悪の花道; Hepburn: Etemon! Aku no Hanamichi)                                                                                           | 1999. június 13.     | 2001. október 2.     |
| 16 | Halálosztó Greymon érkezése Ankoku Sinka! SzukaruGureimon (暗黒進化! スカルグレイモン; Hepburn: Ankoku Shinka! SukaruGureimon)                                                                   | 1999. június 20.     | 2001. október 3.     |
| 17 | Kakasviadal Maborosi Szencsó Kokatorimon! (幻船長コカトリモン!; Hepburn: Maboroshi Senchō Kokatorimon!)                                                                                          | 1999. június 27.     | 2001. október 4.     |
| 18 | Pixi kiképzés Jószei! Pikkoromon (妖精! ピッコロモン; Hepburn: Yōsei! Pikkoromon) | 1999. július 4.      | 2001. október 5.     |
| 19 | A piramis foglya Meikjú no Nanomon (迷宮のナノモン; Hepburn: Meikyū no Nanomon) | 1999. július 11.     | 2001. október 8.     |
| 20 | MetalGreymon feltűnik a színen Kanzentai Sinka! MetaruGureimon (完全体進化! メタルグレイモン; Hepburn: Kanzentai Shinka! MetaruGureimon)                                                         | 1999. július 25.     | 2001. október 9.     |
| 21 | Tai hazatér Koromon Tókjó Dai-gekitocu! (コロモン東京大激突!; Hepburn: Koromon Tōkyō Dai-gekitotsu!)                                                                                             | 1999. augusztus 1.   | 2001. október 10.    |
| 22 | Felejtsd el! Szaszajaku Ko-akuma PikoDebimon (ささやく小悪魔ピコデビモン; Hepburn: Sasayaku Ko-akuma PikoDebimon)                                                                                | 1999. augusztus 8.   | 2001. október 11.    |
| 23 | WereGarurumon vacsorája Tomo jo! VáGarurumon (友よ! ワーガルルモン; Hepburn: Tomo yo! WāGarurumon)                                                                                               | 1999. augusztus 15.  | 2001. október 12.    |
| 24 | Csak semmi kérdezősködés Gekiha! AtoráKabuterimon (撃破! アトラーカブテリモン; Hepburn: Gekiha! AtorāKabuterimon)                                                                                | 1999. augusztus 22.  | 2001. október 15.    |
| 25 | Karaoke hercegnő Nemureru Bókun! TonoszamaGekomon (眠れる暴君! トノサマゲコモン; Hepburn: Nemureru Bōkun! TonosamaGekomon)                                                                       | 1999. augusztus 29.  | 2001. október 16.    |
| 26 | Sora szeretett kártyája Kagajaku Cubasza! Garudamon (輝く翼! ガルダモン; Hepburn: Kagayaku Tsubasa! Garudamon)                                                                                   | 1999. szeptember 5.  | 2001. október 17.    |
| 27 | Kapu hazafelé Jami no Siro Vandemon (闇の城ヴァンデモン; Hepburn: Yami no Shiro Vandemon) | 1999. szeptember 12. | 2001. október 18.    |
| 28 | Kapunyitás Cuigeki! Nippon e Iszoge (追撃! 日本へ急げ; Hepburn: Tsuigeki! Nippon e Isoge) | 1999. szeptember 19. | 2001. október 19.    |
| 29 | Régi emlékek Mammon Hikarigaoka Daigekitocu! (マンモン光が丘大激突!; Hepburn: Mammon Hikarigaoka Daigekitotsu!)                                                                                  | 1999. szeptember 26. | 2001. október 22.    |
| 30 | Útban hazafelé Dedzsimon Tókjó Daiódan (デジモン東京大横断; Hepburn: Dejimon Tōkyō Daiōdan) | 1999. október 3.     | 2001. október 23.    |
| 31 | A nyolcadik Digi-vice Reamon! Tókjóvan Súgeki (レアモン! 東京湾襲撃; Hepburn: Reamon! Tōkyōwan Shūgeki)                                                                                          | 1999. október 10.    | 2001. október 24.    |
| 32 | Gatomon színre lép Acui ze Tókjó Tover! DeszuMeramon (熱いぜ東京タワー! デスメラモン; Hepburn: Atsui ze Tōkyō Tower! DesuMeramon)                                                                | 1999. október 17.    | 2001. október 25.    |
| 33 | Egy kis szórakozás Panpu to Gocu va Sibuja-kei Dedzsimon (パンプとゴツは渋谷系デジモン; Hepburn: Panpu to Gotsu wa Shibuya-kei Dejimon)                                                          | 1999. október 24.    | 2001. október 26.    |
| 34 | A nyolcadik gyerek lelepleződik Unmei no Kizuna! Teirumon (運命の絆! テイルモン; Hepburn: Unmei no Kizuna! Teirumon)                                                                             | 1999. október 31.    | 2001. október 29.    |
| 35 | A virágok ereje Odaiba no Jószei! Ririmon Kaika (お台場の妖精! リリモン開花; Hepburn: Odaiba no Yōsei! Ririmon Kaika)                                                                            | 1999. november 7.    | 2001. október 30.    |
| 36 | Megszállt város Kekkai Toppa! Zudomon Szpáku! (結界突破! ズドモンスパーク!; Hepburn: Kekkai Toppa! Zudomon Spāku!)                                                                               | 1999. november 14.   | 2001. október 31.    |
| 37 | Wizardmon ajándéka Kanzentai Szó-singeki! Kirameku Endzsivomon (完全体総進撃! きらめくエンジェウーモン; Hepburn: Kanzentai Sō-shingeki! Kirameku Enjiwomon)                                      | 1999. november 21.   | 2001. november 1.    |
| 38 | A jóslat Fukkacu! Maó VenomuVandemon (復活! 魔王ヴェノムヴァンデモン; Hepburn: Fukkatsu! Maō VenomuVandemon)                                                                                     | 1999. november 28.   | 2001. november 2.    |
| 39 | Harc a Földért Nidai kjúkjoku Sinka! Jami o Buttobasze! (二大究極進化! 闇をぶっとばせ!; Hepburn: Nidai kyūkyoku Shinka! Yami o Buttobase!)                                                       | 1999. december 5.    | 2001. november 5.    |
| 40 | Megjelennek a Sötétség Urai Ma no Jama no Sitennó! Dáku Maszutázu (魔の山の四天王! ダークマスターズ; Hepburn: Ma no Yama no Shitennō! Dāku Masutāzu)                                             | 1999. december 12.   | 2001. november 6.    |
| 41 | Tengeri betegség Araburu Umi no Ó! MetaruSídoramon (荒ぶる海の王! メタルシードラモン; Hepburn: Araburu Umi no Ō! MetaruShīdoramon)                                                               | 1999. december 19.   | 2001. november 7.    |
| 42 | Szorult helyzetben Csinmoku no Kaitei Hoémon (沈黙の海底ホエーモン; Hepburn: Chinmoku no Kaitei Hoēmon)                                                                                          | 1999. december 26.   | 2001. november 8.    |
| 43 | Játszunk! Kiken na Júgi! Pinokkimon (危険な遊戯! ピノッキモン; Hepburn: Kiken na Yūgi! Pinokkimon)                                                                                               | 2000. január 9.      | 2001. november 9.    |
| 44 | Hulladéknap Majoi no Mori no Dzsureimon (迷いの森のジュレイモン; Hepburn: Mayoi no Mori no Jureimon)                                                                                             | 2000. január 16.     | 2001. november 12.   |
| 45 | Alapvető ellentét Kjúkjokutai Gekitocu! VóGureimon bui-eszu MetaruGarurumon (究極体激突! ウォーグレイモンVSメタルガルルモン; Hepburn: Kyūkyokutai Gekitotsu! WōGureimon bui-esu MetaruGarurumon) | 2000. január 23.     | 2001. november 13.   |
| 46 | Etemon visszatér MetaruEtemon no Gjakusú (メタルエテモンの逆襲; Hepburn: MetaruEtemon no Gyakushū)                                                                                               | 2000. január 30.     | 2001. november 14.   |
| 47 | Ogremon becsülete Kaze jo! Hikari jo! SzáberuReomon (風よ! 光よ! サーベルレオモン; Hepburn: Kaze yo! Hikari yo! SāberuReomon)                                                                    | 2000. február 6.     | 2001. november 15.   |
| 48 | Kari beteg lesz Bakugeki Sirei! Mugendoramon (爆撃司令! ムゲンドラモン; Hepburn: Bakugeki Shirei! Mugendoramon)                                                                                  | 2000. február 13.    | 2001. november 16.   |
| 49 | A fénynyaláb Szaraba Numemon (さらばヌメモン; Hepburn: Saraba Numemon) | 2000. február 20.    | 2001. november 19.   |
| 50 | Joe harca Onna no Tatakai! RedíDebimon (女の戦い! レディデビモン; Hepburn: Onna no Tatakai! RedīDebimon)                                                                                         | 2000. február 27.    | 2001. november 20.   |
| 51 | A barátság ereje Dzsigoku no Dókesi Piemon (地獄の道化師 ピエモン; Hepburn: Jigoku no Dōkeshi Piemon)                                                                                            | 2000. március 5.     | 2001. november 21.   |
| 52 | Piedmon végső tréfája Szeikensi HóríEndzsemon (聖剣士ホーリーエンジェモン; Hepburn: Seikenshi HōrīEnjemon)                                                                                       | 2000. március 12.    | 2001. november 22.   |
| 53 | Apocalymon megjelenik Szaigo no Ankoku Dedzsimon (最後の暗黒デジモン; Hepburn: Saigo no Ankoku Dejimon)                                                                                          | 2000. március 19.    | 2001. november 23.   |
| 54 | Hazatérés Aratana Szekai (新たな世界; Hepburn: Aratana Sekai) | 2000. március 26.    | 2001. november 28.   |

## Digimon 02 (2. sorozat)
Nyitódal
Tágetto ~Akai Sógeki~ (ターゲット～赤い衝撃～; Hepburn: Tāgetto ~Akai Shōgeki~) - előadó: Vada Kódzsi
Záródal
Asita va Atasi no Kaze ga Fuku (アシタハアタシノカゼガフク; Hepburn: Ashita wa Atashi no Kaze ga Fuku) - előadó: AiM
Icumo Icudemo (いつもいつでも; Hepburn: Itsumo Itsudemo) - előadó: AiM
Betétdal
brave heart - előadó: Mijazaki Ajumi
Break up! - előadó: Mijazaki Ajumi
Beat Hit! - előadó: Mijazaki Ajumi
Boku va Boku Datte (僕は僕だって; Hepburn: Boku wa Boku Datte) - előadó: Vada Kódzsi
Now is the time!! - előadó: AiM
Bokura no Degitaru Várudo (僕らのデジタルワールド; Hepburn: Bokura no Degitaru Wārudo) - előadó: Digimon All Stars, Vada Kódzsi & AiM
| #  | Epizód címe | Első japán sugárzás  | Első magyar sugárzás      |
| -- | --- | -------------------- | ------------------------- |
| 1  | Flamedramon feltűnik a láthatáron Júki o Ukecugu Mono (勇気を受け継ぐ者; Hepburn: Yūki o Uketsugu Mono)                                           | 2000. április 2.     | 2002. április 2.          |
| 2  | A digicsapat kibővül Dedzsitaru Géto Ópun (デジタルゲートオープン; Hepburn: Dejitaru Gēto Ōpun)                                                   | 2000. április 9.     | 2002. április 3.          |
| 3  | Új digitális hozzáállás Dedzsimentaru Appu (デジメンタルアップ; Hepburn: Dejimentaru Appu)                                                        | 2000. április 16.    | 2002. április 4.          |
| 4  | A vad Vegiemon Jami no Ó Dedzsimon Kaizá (闇の王デジモンカイザー; Hepburn: Yami no Ō Dejimon Kaizā)                                               | 2000. április 17.    | 2002. április 5. (NF-10+) |
| 5  | Számíthatsz a régi jóbarátra Dáku Tavá o Taosze (ダークタワーを倒せ; Hepburn: Dāku Tawā o Taose)                                                  | 2000. április 30.    | 2002. április 8.          |
| 6  | Családi piknik Kiken na Pikunikku (危険なピクニック; Hepburn: Kiken na Pikunikku)                                                                 | 2000. május 7.       | 2002. április 9.          |
| 7  | Az őrangyal Hikari no Kioku (ヒカリノキオク; Hepburn: Hikari no Kioku)                                                                            | 2000. május 14.      | 2002. április 10.         |
| 8  | Ken titka Dedzsimon Kaizá no Kodoku (デジモンカイザーの孤独; Hepburn: Dejimon Kaizā no Kodoku)                                                    | 2000. május 21.      | 2002. április 11.         |
| 9  | A király új otthona Íbiru Ringu Marjoku no Bószó (イービルリング魔力の暴走; Hepburn: Ībiru Ringu Maryoku no Bōsō)                                 | 2000. május 28.      | 2002. április 12.         |
| 10 | A digimon fogoly Teki va MetaruGureimon (敵はメタルグレイモン; Hepburn: Teki wa MetaruGureimon)                                                   | 2000. június 4.      | 2002. április 15.         |
| 11 | A barátság vihara Aoi Inazuma Raidoramon (青い稲妻ライドラモン; Hepburn: Aoi Inazuma Raidoramon)                                                  | 2000. június 11.     | 2002. április 16.         |
| 12 | A jó, a rossz, és a digi Dedzsimon Bokudzsó no Kettó (デジモン牧場の決闘; Hepburn: Dejimon Bokujō no Kettō)                                       | 2000. június 18.     | 2002. április 17.         |
| 13 | A mélység ura Dagomon no Jobigoe (ダゴモンの呼び声; Hepburn: Dagomon no Yobigoe)                                                                  | 2000. június 25.     | 2002. április 18.         |
| 14 | Az őszinteség szamurája Sippú no Surimon (疾風のシュリモン; Hepburn: Shippū no Shurimon)                                                          | 2000. július 2.      | 2002. április 19.         |
| 15 | Nagy bajok Surimon Bugeicsó (シュリモン武芸帳; Hepburn: Shurimon Bugeichō)                                                                        | 2000. július 16.     | 2002. április 22.         |
| 16 | Húszezer digimon az óceán mélyén Szabumarimon Kaitei kara no Daszsucu (サブマリモン海底からの脱出; Hepburn: Sabumarimon Kaitei kara no Dasshutsu) | 2000. július 23.     | 2002. április 23.         |
| 17 | Egy szellem szerencséje Odaiba Memoriaru (お台場メモリアル; Hepburn: Odaiba Memoriaru)                                                            | 2000. július 30.     | 2002. április 24.         |
| 18 | Fuss, Yolie, fuss! Kaizá no Kicsi o Oe! (カイザーの基地を追え!; Hepburn: Kaizā no Kichi o Oe!)                                                    | 2000. augusztus 6.   | 2002. április 25.         |
| 19 | Egy régi ellenség újra felbukkan Gószei Madzsú Kimeramon (合成魔獣キメラモン; Hepburn: Gōsei Majū Kimeramon)                                      | 2000. augusztus 13.  | 2002. április 26.         |
| 20 | Hajnal előtti sötétség Csózecu Sinka! Ógon no Magunamon (超絶進化! 黄金のマグナモン; Hepburn: Chōzetsu Shinka! Ōgon no Magunamon)                 | 2000. augusztus 20.  | 2002. április 29.         |
| 21 | A jóság jelképe Szajonara, Ken-csan… (サヨナラ、賢ちゃん…; Hepburn: Sayonara, Ken-chan…)                                                          | 2000. augusztus 27.  | 2002. április 30.         |
| 22 | Davis Wolfmont pártfogolja Gójú Sinka! EkuszuBuimon (豪勇進化! エクスブイモン; Hepburn: Gōyū Shinka! EkusuBuimon)                                 | 2000. szeptember 3.  | 2002. május 2.            |
| 23 | A gonoszság gyökerei Dedzsivaiszu ga Jami ni Szomaru Toki (デジヴァイスが闇に染まる時; Hepburn: Dejivaisu ga Yami ni Somaru Toki)                 | 2000. szeptember 20. | 2002. május 3.            |
| 24 | Ha lenne egy kalapácsnyelem… Daicsi no Szókó Ankiromon (大地の装甲アンキロモン; Hepburn: Daichi no Sōkō Ankiromon)                                | 2000. szeptember 17. | 2002. május 6.            |
| 25 | A varázstű Ózora no Kisi Akuiramon (大空の騎士アクィラモン; Hepburn: Ōzora no Kishi Akuiramon)                                                    | 2000. szeptember 24. | 2002. május 7.            |
| 26 | Egységben az erő Dzsogureszu Sinka Ima, Kokoro o Hitocu ni (ジョグレス進化 今、心をひとつに; Hepburn: Joguresu Shinka Ima, Kokoro o Hitotsu ni)   | 2000. október 1.     | 2002. május 8.            |
| 27 | Téves átalakulás Muteki Gattai! Pairudoramon (無敵合体! パイルドラモン; Hepburn: Muteki Gattai! Pairudoramon)                                     | 2000. október 8.     | 2002. május 9.            |
| 28 | Rovarcsapda Koncsú Cukai no Vana!! (昆虫使いの罠!!; Hepburn: Konchū Tsukai no Wana!!)                                                             | 2000. október 15.    | 2002. május 10.           |
| 29 | Arukenimon tönkrement hálója Arukenimon Kumodzso no Miszu (アルケニモン 蜘蛛女のミス; Hepburn: Arukenimon Kumojo no Misu)                         | 2000. október 22.    | 2002. május 13.           |
| 30 | Az engedetlen hős Ankoku Kjúkjokutai BurakkuVóGureimon (暗黒究極体ブラックウォーグレイモン; Hepburn: Ankoku Kyūkyokutai BurakkuWōGureimon)        | 2000. október 29.    | 2002. május 14.           |
| 31 | Ellentétek vonzása Ai no Arasi Sirufímon (愛の嵐シルフィーモン; Hepburn: Ai no Arashi Shirufīmon)                                                 | 2000. november 15.   | 2002. május 15.           |
| 32 | Ha lenne szívem… Nazo no Iszeki Hórí Szutón (謎の遺跡ホーリーストーン; Hepburn: Nazo no Iseki Hōrī Sutōn)                                         | 2000. november 12.   | 2002. május 16.           |
| 33 | Véletlen találkozás Kjó no Mijako va Kjó no Mijako (今日のミヤコは京の都; Hepburn: Kyō no Miyako wa Kyō no Miyako)                                | 2000. november 19.   | 2002. május 17.           |
| 34 | Bizonytalan jövő Hórí Pointo o Mamore (ホーリーポイントを守れ; Hepburn: Hōrī Pointo o Mamore)                                                     | 2000. november 26.   | 2002. május 20.           |
| 35 | Cody a tettek mezejére lép Bakusin! BurakkuVóGureimon (爆進! ブラックウォーグレイモン; Hepburn: Bakushin! BurakkuWōGureimon)                      | 2000. december 3.    | 2002. május 21.           |
| 36 | Kőleves Hagane no Tensi Sakkoumon (鋼の天使シャッコウモン; Hepburn: Hagane no Tenshi Shakkoumon)                                                  | 2000. december 10.   | 2002. május 22.           |
| 37 | Kyoto sárkány Kjodai Kjúkjokutai Csinronmon (巨大究極体チンロンモン; Hepburn: Kyodai Kyūkyokutai Chinronmon)                                      | 2000. december 17.   | 2002. május 23.           |
| 38 | A digikarácsony Horí Naito Dedzsimon Daisúgó! (ホーリーナイト デジモン大集合!; Hepburn: Horī Naito Dejimon Daishūgō!)                             | 2000. december 24.   | 2002. május 24.           |
| 39 | Dramon ereje Zen'in Sucudó! Inperiarudoramon (全員出動! インペリアルドラモン; Hepburn: Zen'in Shutsudō! Inperiarudoramon)                         | 2000. december 24.   | 2002. május 27.           |
| 40 | Utazás a világ körül ~ 1. rész Njú Jóku Honkon Daikonszen! (ニューヨーク香港大混戦!; Hepburn: Nyū Yōku Honkon Daikonsen!)                         | 2001. január 14.     | 2002. május 28.           |
| 41 | Utazás a világ körül ~ 2. rész Szango to Beruszaiju Dairanszen! (サンゴとベルサイユ大乱戦!; Hepburn: Sango to Berusaiyu Dairansen!)               | 2001. január 21.     | 2002. május 29.           |
| 42 | Utazás a világ körül ~ 3. rész Koi to Borusicsi Daigekiszen! (恋とボルシチ大激戦!; Hepburn: Koi to Borushichi Daigekisen!)                        | 2001. január 28.     | 2002. május 30.           |
| 43 | A Daemon támadása Démon Gundan no Súrai (デーモン軍団の襲来; Hepburn: Dēmon Gundan no Shūrai)                                                     | 2001. február 4.     | 2002. május 31.           |
| 44 | A sötétség magvai Ankoku Dedzsimon to no Sitó (暗黒デジモンとの死闘; Hepburn: Ankoku Dejimon to no Shitō)                                         | 2001. február 11.    | 2002. június 3.           |
| 45 | A sötét kapu Ankoku no Géto (暗黒のゲート; Hepburn: Ankoku no Gēto)                                                                               | 2001. február 18.    | 2002. június 4.           |
| 46 | WarGreymon harca BurakkuVóGureimon VS VóGureimon (ブラックウォーグレイモンVSウォーグレイモン; Hepburn: BurakkuWōGureimon VS WōGureimon)           | 2001. február 25.    | 2002. június 5.           |
| 47 | BlackWarGreymon végzete BurakkuVóGureimon no Fúin (ブラックウォーグレイモンの封印; Hepburn: BurakkuWōGureimon no Fūin)                            | 2001. március 4.     | 2002. november 25.        |
| 48 | Oikawa szégyene Kjófu! BeriraruVandemon (恐怖! ベリアルヴァンデモン; Hepburn: Kyōfu! BeriraruVandemon)                                            | 2001. március 11.    | 2002. november 26.        |
| 49 | A digisors utolsó kísértése Szaigo no Ámá Sinka (最後のアーマー進化; Hepburn: Saigo no Āmā Shinka)                                                | 2001. március 18.    | 2002. november 27.        |
| 50 | A remény fényei Bokura no Dedzsitaru Várudo (ぼくらのデジタルワールド; Hepburn: Bokura no Dejitaru Wārudo)                                        | 2001. március 25.    | 2002. november 28.        |

## Digimonszelídítők (3. sorozat)
Nyitódal
The Biggest Dreamer - előadó: Vada Kódzsi
Záródal
My tomorrow- előadó: AiM (epizódok: 1 - 23)
Days -Aidzsó to Nicsidzsó- (Days-愛情と日常-; Hepburn: Days -Aijō to Nichijō-) - előadó: AiM (epizódok: 24 - 51)
Betétdal
SLASH!! - előadó: Óta Micsihiko
EVO - előadó: WILD CHILD BOUND
One Vision - előadó: Tanimoto Takajosi
3 Primary Colors - előadó: Tamers
Kaze (風; Hepburn: Kaze) - előadó: Vada Kódzsi
| #  | Epizód címe | Első japán sugárzás  | Első magyar sugárzás |
| -- | --- | -------------------- | -------------------- |
| 1  | Guilmon születése Girumon Tandzsó! Boku no Kangaeta Dedzsimon (ギルモン誕生!僕の考えたデジモン; Hepburn: Girumon Tanjō! Boku no Kangaeta Dejimon)                                                  | 2001. április 1.     | 2003. szeptember 6.  |
| 2  | Terriermon megjelenik Kimi va Boku no Tomodacsi Teriamon Tódzsó! (君はぼくのともだち テリアモン登場!; Hepburn: Kimi wa Boku no Tomodachi Teriamon Tōjō!)                                           | 2001. április 8.     | 2003. szeptember 7.  |
| 3  | Renamon Guilmon ellen Renamon Tai Girumon! Tatakai Koszo ga Dedzsimon no Inocsi (レナモン対ギルモン!戦いこそがデジモンの命; Hepburn: Renamon Tai Girumon! Tatakai Koso ga Dejimon no Inochi)       | 2001. április 15.    | 2003. szeptember 13. |
| 4  | Gorillamon legyőzése Teimá no Siren! Gorimon o Taosze! (テイマーの試練!ゴリモンを倒せ!; Hepburn: Teimā no Shiren! Gorimon o Taose!)                                                                | 2001. április 22.    | 2003. szeptember 14. |
| 5  | Mulassunk Calumon-nal! Kurukkurún! Kurumon to Aszobo! (くるっくるーん!クルモンと遊ぼ!; Hepburn: Kurukkurūn! Kurumon to Asobo!)                                                                     | 2001. április 29.    | 2003. szeptember 20. |
| 6  | Renamon átdigiváltozik Pátoná no Imi, Renamon Sinka! (パートナーの意味 レナモン進化!; Hepburn: Pātonā no Imi, Renamon Shinka!)                                                                     | 2001. május 6.       | 2003. szeptember 21. |
| 7  | Guilmon veszélyben Girumon ga Abunai! Boku no Macsi no Bóken (ギルモンが危ない! ぼくの町の冒険; Hepburn: Girumon ga Abunai! Boku no Machi no Bōken)                                                | 2001. május 15.      | 2003. szeptember 27. |
| 8  | Guilmon átdigiváltozik Girumon Sinka! Nisi Sindzsuku Daikesszen (ギルモン進化!西新宿大決戦; Hepburn: Girumon Shinka! Nishi Shinjuku Daikessen)                                                     | 2001. május 20.      | 2003. szeptember 28. |
| 9  | Growlmon-pánik Girumon ni Modotte! Guraumon Szódó (ギルモンに戻って!グラウモン騒動; Hepburn: Girumon ni Modotte! Guraumon Sōdō)                                                                    | 2001. május 27.      | 2003. október 4.     |
| 10 | Rika kételkedik Renamon va Tomodacsi! Ruki no Majoi (レナモンは友達!留姫の迷い; Hepburn: Renamon wa Tomodachi! Ruki no májusoi)                                                                    | 2001. június 3.      | 2003. október 5.     |
| 11 | Szembesítés másfél perc múlva Sindzsuku Dai Gádo Ippun-Szandzsúbjou no Taikecu! (新宿大ガード 1分30秒の対決!; Hepburn: Shinjuku Dai Gādo Ippun-Sanjūbyou no Taiketsu!)                             | 2001. június 10.     | 2003. október 11.    |
| 12 | Válságban a baráti szövetség Ruki to Renamon Kizuna no Kiki! (ルキとレナモン きずなの危機!; Hepburn: Ruki to Renamon Kizuna no Kiki!)                                                              | 2001. június 17.     | 2003. október 12.    |
| 13 | Rossz előérzet Dedzsimon Hokaku Sirei! Vazavai no Jokan (デジモン捕獲指令!災いの予感; Hepburn: Dejimon Hokaku Shirei! Wazawai no Yokan)                                                            | 2001. június 24.     | 2003. október 18.    |
| 14 | WarGrowlmon születése Teimá jo Tate! Megaroguraumon Csó-Sinka (テイマーよ立て!メガログラウモン超進化; Hepburn: Teimā yo Tate! Megaroguraumon Chō-Shinka)                                           | 2001. július 1.      | 2003. október 19.    |
| 15 | Rémület a metróban Kjodai Hebi Sucugen! Óedo-Szen Dai-Panikku (巨大ヘビ出現!大江戸線大パニック; Hepburn: Kyodai Hebi Shutsugen! Ōedo-Sen Dai-Panikku)                                              | 2001. július 8.      | 2003. október 25.    |
| 16 | Digimon-táborozás Macsi no Akari o Mamore! Dedzsimon-tacsi no Kiken na Kjampu (街の灯を守れ!デジモンたちの危険なキャンプ; Hepburn: Machi no Akari o Mamore! Dejimon-tachi no Kiken na Kyampu)      | 2001. július 15.     | 2003. október 26.    |
| 17 | A kék kártya nyomában – Kövesd a kék kártyát! Burú-Kádo o Oe! Rapiddomon Denkószekka (ブルーカードを追え! ラピッドモン電光石火; Hepburn: Burū-Kādo o Oe! Rapiddomon Denkōsekka)                    | 2001. július 29.     | 2003. november 1.    |
| 18 | Taomon holdfénynél Ucukusiki Sinka! Gekkó ni Mau Taomon (美しき進化! 月光に舞うタオモン; Hepburn: Utsukushiki Shinka! Gekkō ni Mau Taomon)                                                         | 2001. augusztus 5.   | 2003. november 2.    |
| 19 | A büszke Impmon Cujoku Naritai! Haiagare Inpumon (強くなりたい! 這い上がれインプモン; Hepburn: Tsuyoku Naritai! Haiagare Inpumon)                                                                  | 2001. augusztus 12.  | 2003. november 8.    |
| 20 | A barátság kék kártyája Kirifuda va Kore da! Júdzsó no Burú Kádo (切り札はこれだ!友情のブルーカード; Hepburn: Kirifuda wa Kore da! Yūjō no Burū Kādo)                                              | 2001. augusztus 19.  | 2003. november 9.    |
| 21 | Jenny kívánsága Dzsuri no Pátoná!? Vatasi no Reomon-szama (樹莉のパートナー !? 私のレオモン様; Hepburn: Juri no Pātonā!? Watashi no Reomon-sama)                                                   | 2001. augusztus 26.  | 2003. november 15.   |
| 22 | Védjük meg városunkat! Vikaráramon Tódzsó Boku-tacsi no Macsi o Mamore! (ヴィカラーラモン登場 僕たちの街を守れ!; Hepburn: Vikarāramon Tōjō Boku-tachi no Machi o Mamore!)                          | 2001. szeptember 2.  | 2003. november 16.   |
| 23 | Folytassuk tovább? Dedzsimon Szousucugeki! Kaze ni Mukatte Szuszume (デジモン総出撃!風に向かって進め; Hepburn: Dejimon Soushutsugeki! Kaze ni Mukatte Susume)                                      | 2001. szeptember 9.  | 2003. november 22.   |
| 24 | Az indulás Dedzsitaru Várudo e… Tabidacsi no Hi (デジタルワールドへ…旅立ちの日; Hepburn: Dejitaru Wārudo e… Tabidachi no Hi)                                                                       | 2001. szeptember 16. | 2003. november 23.   |
| 25 | A Digivilág Dedzsitaru Várudo Tocunjú! Szaraba Boku-tacsi no Macsi (デジタルワールド突入!さらば僕たちの街; Hepburn: Dejitaru Wārudo Totsunyū! Saraba Boku-tachi no Machi)                          | 2001. szeptember 23. | 2003. november 29.   |
| 26 | A Szelek völgye Sószekai! Kaze no Cujoi Tani no Dzsidzsimon Babamon (小世界! 風の強い谷のジジモン・ババモン; Hepburn: Shōsekai! Kaze no Tsuyoi Tani no Jijimon Babamon)                            | 2001. szeptember 30. | 2003. november 30.   |
| 27 | Beelzemon, a sötétség királya Inpumon Sinka! Maó Beruzebumon no Szenricu (インプモン進化! 魔王ベルゼブモンの戦慄; Hepburn: Inpumon Shinka! Maō Beruzebumon no Senritsu)                            | 2001. október 7.     | 2004. március 6.     |
| 28 | A legendás szelídítő Teki ka, Mikata ka!? Denszecu no Teimá Akijama Rjó (敵か味方か!? 伝説のテイマー秋山リョウ; Hepburn: Teki ka, Mikata ka!? Densetsu no Teimā Akiyama Ryō)                       | 2001. október 14.    | 2004. március 7.     |
| 29 | Hiányzol, Calumon Koko va Júrei no Siro! Majoeru Kurumon Daidaszsucu (ここは幽霊の城! 迷えるクルモン大脱出; Hepburn: Koko wa Yūrei no Shiro! májusoeru Kurumon Daidasshutsu)                       | 2001. október 21.    | 2004. március 13.    |
| 30 | Kapcsolat a digivilágból Dedzsitaru Várudo kara no Kikjú Renraku, Kurumon ga… (デジタルワールドからの緊急連絡 クルモンが…; Hepburn: Dejitaru Wārudo kara no Kikyū Renraku, Kurumon ga…)            | 2001. október 28.    | 2004. március 14.    |
| 31 | Kazu digimonszelídítő lesz Gádoromon to no Júdzsó! Boku mo Tatakau Teimá Hirokazu (ガードロモンとの友情 ! 僕も戦うテイマーヒロカズ; Hepburn: Gādoromon to no Yūjō! Boku mo Tatakau Teimā Hirokazu) | 2001. november 4.    | 2004. március 20.    |
| 32 | A titokzatos vízivilág Girumon Tandzsó no Nazo! Sinpi Naru Uótá Szupészu (ギルモン誕生の謎! 神秘なる水の宇宙; Hepburn: Girumon Tanjō no Nazo! Shinpi Naru Uōtā Supēsu)                             | 2001. november 10.   | 2004. március 21.    |
| 33 | Tchuchong digivilágba megy Teriamon va Doko! Siucson Dedzsitaru Várudo e (テリアモンはどこ ! 小春デジタルワールドへ; Hepburn: Teriamon wa Doko! Shiuchon Dejitaru Wārudo e)                        | 2001. november 18.   | 2004. március 27.    |
| 34 | Leomon halála Kokoro Jaszasiki Júsa Reomon Siszu! (心優しき勇者レオモン死す!; Hepburn: Kokoro Yasashiki Yūsha Reomon Shisu!)                                                                       | 2001. november 25.   | 2004. március 28.    |
| 35 | Megjelenik a Gallantmon Szono Na va Djúkumon! Sin Naru Kjúkjoku Sinka (その名はデュークモン!真なる究極進化; Hepburn: Sono Na wa Dyūkumon! Shin Naru Kyūkyoku Shinka)                               | 2001. december 2.    | 2004. április 3.     |
| 36 | Gallantmon Belzemon ellen Kessen! Djúkumon Tai Beruzebumon (決戦!デュークモン対ベルゼブモン; Hepburn: Kessen! Dyūkumon Tai Beruzebumon)                                                            | 2001. december 9.    | 2004. április 4.     |
| 37 | Szembeszállás Zhuqiaomonnal Taikecu Szúcémon! Szentogarugomon Kjúkjoku Sinka (対決スーツェーモン ! セントガルゴモン究極進化; Hepburn: Taiketsu Sūtsēmon! Sentogarugomon Kyūkyoku Shinka)           | 2001. december 16.   | 2004. április 10.    |
| 38 | Az igazi ellenség Ugoki-dasita Sin no Teki! Siszeidzsú no Tatakai (動き出した真の敵 ! 四聖獣の戦い; Hepburn: Ugoki-dashita Shin no Teki! Shiseijū no Tatakai)                                      | 2001. december 23.   | 2004. április 11.    |
| 39 | Megjelenik Sakuyamon Maicsiru Kjúkjoku no Hana! Szakujamon Sinka (舞い散る究極の花!サクヤモン進化; Hepburn: Maichiru Kyūkyoku no Hana! Sakuyamon Shinka)                                           | 2001. december 30.   | 2004. április 17.    |
| 40 | A fénylő evolúció Sinka no Kagajaki, Sainingu Eborjúson (進化の輝き シャイニング・エボリューション; Hepburn: Shinka no Kagayaki, Shainingu Eboryūshon)                                             | 2002. január 6.      | 2004. április 18.    |
| 41 | Visszatérés az igazi világba Kikan Riaru Várudo e! (帰還 リアル・ワールドへ!; Hepburn: Kikan Riaru Wārudo e!)                                                                                      | 2002. január 13.     | 2004. április 24.    |
| 42 | Megtámadva De Rípa ni Oszovareta Macsi (デ・リーパに襲われた街; Hepburn: De Rīpa ni Osowareta Machi)                                                                                               | 2002. január 19.     | 2004. április 25.    |
| 43 | Beelzemon visszatér Cunagaru Kokoro, Fukkacu no Beruzebumon (つながる心・復活のベルゼブモン; Hepburn: Tsunagaru Kokoro, Fukkatsu no Beruzebumon)                                                   | 2002. január 27.     | 2004. május 1.       |
| 44 | Hírnök a digivilágból Nazo no Sódzso! Kiszeki o Hakobu Dóberumon (謎の少女!奇跡を運ぶドーベルモン; Hepburn: Nazo no Shōjo! Kiseki o Hakobu Dōberumon)                                              | 2002. február 3.     | 2004. május 2.       |
| 45 | Szemben a Halálosztóval De Rípá ni Tacsimukae Zón Tocunjú! (デ·リーパーに立ち向かえ ゾーン突入!; Hepburn: De Rīpā ni Tachimukae Zōn Totsunyū!)                                                     | 2002. február 17.    | 2004. május 8.       |
| 46 | Megjelenik Justymon Szavajaka na Kjúkjoku Szensi Dzsaszutimon Kenzan! (爽やかな究極戦士 ジャスティモン見参!; Hepburn: Sawayaka na Kyūkyoku Senshi Jasutimon Kenzan!)                               | 2002. február 24.    | 2004. május 9.       |
| 47 | Megjelenik Justymon II. Djúkumon o Szukue! Gurani Kinkjúhaszsin (デュークモンを救え!グラニ緊急発進; Hepburn: Dyūkumon o Sukue! Gurani Kinkyūhasshin)                                               | 2002. március 3.     | 2004. május 15.      |
| 48 | Megmenteni Jenny-t Dzsuri o Mamoru Csikara, Beruzebumon no Ken (樹莉を守る力、ベルゼブモンの拳; Hepburn: Juri o Mamoru Chikara, Beruzebumon no Ken)                                                | 2002. március 17.    | 2004. május 16.      |
| 49 | A világ végveszélyben Suto Kaimecu! Kurumon no Negai (首都壊滅!クルモンの願い; Hepburn: Shuto Kaimetsu! Kurumon no Negai)                                                                          | 2002. március 17.    | 2004. május 22.      |
| 50 | Mentsd meg, akit szeretsz! Sinku no Kisi Dukemon Aiszuru Mono-tacsi o Szukue! (真紅の騎士デュークモン 愛するものたちを救え!; Hepburn: Shinku no Kishi Dukemon Aisuru Mono-tachi o Sukue!)          | 2002. március 24.    | 2004. május 23.      |
| 51 | Remények, álmok, és a jövő Jume Miru Csikara Koszo Bokura no Mirai (夢見る力こそ 僕らの未来; Hepburn: Yume Miru Chikara Koso Bokura no Mirai)                                                      | 2002. március 31.    | 2004. május 29.      |

## Digimonok: Az új kaland (4. sorozat)
Nyitódal
FIRE!! - előadó: Vada Kódzsi
Záródal
Inoszento ~Mudzsaki na Mama de~ (イノセント〜無邪気なままで〜; Hepburn: Inosento ~Mujaki na Mama de~) - előadó: Vada Kódzsi (epizódok: 1 - 26)
an Endless tale - előadó: Vada Kódzsi & AiM (epizódok: 27 - 50)
Betétdal
With the Will - előadó: Vada Kódzsi
The last element - előadó: Mijazaki Ajumi
| #  | Epizód címe | Első japán sugárzás  | Első magyar sugárzás |
| -- | --- | -------------------- | -------------------- |
| 1  | A legendás harcos Denszecu no Tósi! Honó no Agnimon (伝説の闘士! 炎のアグニモン; Hepburn: Densetsu no Tōshi! Honō no Agnimon)                                                                         | 2002. április 7.     | 2008. szeptember 8.  |
| 2  | Csokifalók Hikari no Vorufumon Csikameikjú no Tatakai! (光のヴォルフモン 地下迷宮の戦い！; Hepburn: Hikari no Vorufumon Chikameikyū no Tatakai!)                                                      | 2002. április 14.    | 2008. szeptember 9.  |
| 3  | A gyertyák faluja Idzsime va Juruszanai! Kóri no Csakkumon Sinka (苛めわゆるさない！氷のチャクモン進化; Hepburn: Ijime wa Yurusanai! Kōri no Chakkumon Shinka)                                        | 2002. április 21.    | 2008. szeptember 10. |
| 4  | A szél úrnője Vatasi no Kikku va Itai va jo! Onna Tósi Fearimon (私のキックは痛いわよ！女闘士フェアリモン; Hepburn: Watashi no Kikku wa Itai wa yo! Onna Tōshi Fearimon)                              | 2002. április 28.    | 2008. szeptember 11. |
| 5  | A mennydörgő harcos Daicsi o Jurugaszu Ikazura Pavá, Buritcumon! (大地を揺るがす雷パワー ブリッツモン！; Hepburn: Daichi o Yurugasu Ikazura Pawā, Burittsumon!)                                       | 2002. május 5.       | 2008. szeptember 12. |
| 6  | A csigák faluja Denecu no Gotósi tai Aratanaru Tósi! (伝説の五闘士VS新たなる闘士!; Hepburn: Denetsu no Gotōshi tai Aratanaru Tōshi!)                                                                  | 2002. május 12.      | 2008. szeptember 15. |
| 7  | A játékvilág Szora ni Ukabu Macsi! Toiagumon no Omocsa no Kuni (空に浮かぶ街！ トイアグモンのおもちゃの国; Hepburn: Sora ni Ukabu Machi! Toiagumon no Omocha no Kuni)                                 | 2002. május 19.      | 2008. szeptember 16. |
| 8  | A digimon iskola Minna o Szukue! Sinka Szurunda Tunomon (みんなを救え！ 進化するんだツノモン; Hepburn: Minna o Sukue! Shinka Surunda Tunomon)                                                         | 2002. május 26.      | 2008. szeptember 17. |
| 9  | Az álomhozó Teki va Csakkumon!? Nazo no Terebi no Mori (敵はチャックモン！？ 謎のテレビの森; Hepburn: Teki wa Chakkumon!? Nazo no Terebi no Mori)                                                     | 2002. június 2.      | 2008. szeptember 18. |
| 10 | A fehér farkas Bíszuto Szupiritto va Szeigjo Funó!? Garumumon Sinka! (ビーストスピリットは制御不能！？ ガルムモン進化！; Hepburn: Bīsuto Supiritto wa Seigyo Funō!? Garumumon Shinka!)                | 2002. június 9.      | 2008. szeptember 19. |
| 11 | A tűzmadár Ore o Taosze! Denszecu no Tósi Vuritoramon Bószó (俺を倒せ！ 伝説の闘士ヴリトラモン暴走; Hepburn: Ore o Taose! Densetsu no Tōshi Vuritoramon Bōsō)                                         | 2002. június 16.     | 2008. szeptember 22. |
| 12 | Bátorsági próba Hoero Vuritoramon! Taosze Gigaszumon (ほえるヴリトラモン！ 倒せギガスモン！; Hepburn: Hoero Vuritoramon! Taose Gigasumon)                                                             | 2002. június 23.     | 2008. szeptember 23. |
| 13 | Összecsapás a kastélyban Mezame jo Szerafimon! Dzsútósi no Himicu (目覚めよセラフィモン！ 十闘士の秘密; Hepburn: Mezame yo Serafimon! Jūtōshi no Himitsu)                                             | 2002. június 30.     | 2008. szeptember 24. |
| 14 | A pórul járt bálna Ikazucsi jo! Iva o mo Kudake! Borugumon Keszsi no Csarendzsi (雷よ！ 岩をも砕け！ ボルグモン決死のチャレンジ; Hepburn: Ikazuchi yo! Iwa o mo Kudake! Borugumon Kesshi no Charenji) | 2002. július 14.     | 2008. szeptember 25. |
| 15 | A hazug madarak Ikasita Bíszuto Sinka! Karumáramon (イカしたビースト進化！ カルマーラモン; Hepburn: Ikashita Bīsuto Shinka! Karumāramon)                                                              | 2002. július 21.     | 2008. szeptember 26. |
| 16 | Harcias lányok Cujoi dake dzsa damenano jo! Ucukusiki Tósi Súcumon (強いだけじゃだめなのよ！ 美しき闘士シューツモン; Hepburn: Tsuyoi dake ja damenano yo! Utsukushiki Tōshi Shūtsumon)                | 2002. július 28.     | 2008. szeptember 29. |
| 17 | A becsület drága kincs Burizámon fuke jo Juki, Jobe jo Hjóga (ブリザーモン 吹けよ行き、呼べよ氷河！; Hepburn: Burizāmon fuke yo Yuki, Yobe yo Hyōga)                                                  | 2002. augusztus 4.   | 2008. szeptember 30. |
| 18 | Mindent a győzelemért Csiki Csiki! Toreirumon Mou Részu (チキチキ！ トレイルモン猛レース; Hepburn: Chiki Chiki! Toreirumon Mou Rēsu)                                                                  | 2002. augusztus 11.  | 2008. október 1.     |
| 19 | Rémes séfek Bágamon o Szukue! Tomoki no Pjua na Kokoro (バーガモンを救え！ 友樹のピュアな心; Hepburn: Bāgamon o Sukue! Tomoki no Pyua na Kokoro)                                                      | 2002. augusztus 18.  | 2008. október 2.     |
| 20 | A sötét zóna Jami ni Hiszomu Nazo no Tósi Daszukumon! (闇にひそむ謎の闘士 ダスクモン！; Hepburn: Yami ni Hisomu Nazo no Tōshi Dasukumon!)                                                             | 2002. augusztus 25.  | 2008. október 3.     |
| 21 | Többet ésszel, mint erővel Gotósi Zenmecu!? Oszorubeki Jami no Pavá! (五闘士全滅！？ 恐るべき闇のパワー！; Hepburn: Gotōshi Zenmetsu!? Osorubeki Yami no Pawā!)                                       | 2002. szeptember 1.  | 2008. október 6.     |
| 22 | Hazatérés Vaga ja e! Takuja Tatta Hitori no Kikan (我が家へ！ 拓也なった一人の帰還; Hepburn: Waga ya e! Takuya Tatta Hitori no Kikan)                                                                 | 2002. szeptember 8.  | 2008. október 7.     |
| 23 | Egységben az erő Kandzsiro Dedzsimon no Csikara! Takuja Konsin no Szakuszen (感じるデジモンの力！ 拓也渾身の作戦; Hepburn: Kanjiro Dejimon no Chikara! Takuya Konshin no Sakusen)                     | 2002. szeptember 15. | 2008. október 8.     |
| 24 | Igaz barátok Taikecu Borukémon! Dzsunpei, Kakoto no Gekitó (対決ボルケーモン！ 純平、過去との激闘; Hepburn: Taiketsu Borukēmon! Junpei, Kakoto no Gekitō)                                             | 2002. szeptember 22. | 2008. október 9.     |
| 25 | A hiszékenység ára Tomoki no Kodoku na Tatakai, Asuramon no Vana (友樹の孤独な戦い アシュラモンの罠; Hepburn: Tomoki no Kodoku na Tatakai, Ashuramon no Wana)                                         | 2002. szeptember 29. | 2008. október 10.    |
| 26 | Ügyetlen rajongók Ráanamon no Súnen! Onna Dedzsimon Ikkiucsi (ラーアモンの執念！ 女デジモン一騎撃ち; Hepburn: Rāanamon no Shūnen! Onna Dejimon Ikkiuchi)                                              | 2002. október 6.     | 2008. október 13.    |
| 27 | Nyugtalan álmok Kiszeki no Daburu Szupiritto! Beourufumon Tandzsó (奇跡のダブルスピリット！ ベオウルフモン誕生; Hepburn: Kiseki no Daburu Supiritto! Beourufumon Tanjō)                               | 2002. október 13.    | 2008. október 14.    |
| 28 | A tükörmező Takuja no Júgó Sinka, Arudamon Vaza Szakurecu! (拓也の融合進化 アルダモン技炸裂！; Hepburn: Takuya no Yūgō Shinka, Arudamon Waza Sakuretsu!)                                              | 2002. október 20.    | 2008. október 15.    |
| 29 | Lopott bölcsesség Tószó! Hengendzsizai Szefirotomon (逃走！ 変幻自在セフィロットモン; Hepburn: Tōsō! Hengenjizai Sefirotomon)                                                                         | 2002. október 27.    | 2008. október 16.    |
| 30 | Az eltűnt fivér Hisó! Jami no Tósi Berugumon (飛翔！ 闇の闘士ベルグモン; Hepburn: Hishō! Yami no Tōshi Berugumon)                                                                                     | 2002. november 3.    | 2008. október 17.    |
| 31 | Az arcátlan mozdony Jami ni Nemuru Toreirumon no Hakaba (闇に眠る トレイルモンの墓場; Hepburn: Yami ni Nemuru Toreirumon no Hakaba)                                                                   | 2002. november 10.   | 2008. október 20.    |
| 32 | Feltárult múlt Okaszareta Kako! Daszukumon no Himicu (明かされた過去！ ダスクモンの秘密; Hepburn: Okasareta Kako! Dasukumon no Himitsu)                                                               | 2002. november 17.   | 2008. október 21.    |
| 33 | A sötét oroszlán Aratanaru Jami no Tósi! Lébemon & Kaizáreomon (新たなる闇の闘士！ レーベモン＆カイザーレオモン; Hepburn: Aratanaru Yami no Tōshi! Lēbemon & Kaizāreomon)                             | 2002. november 24.   | 2008. október 22.    |
| 34 | Angyalmentő akció Kesszen! Bara no Mjódzsó, Ofanimon Kjúsucuszakuszen (決戦！バラの明星 オファニモン救出作戦; Hepburn: Kessen! Bara no Myōjō, Ofanimon Kyūshutsusakusen)                              | 2002. december 1.    | 2008. október 23.    |
| 35 | Teljes erővel Szupiritto o Hitocu ni! Takuja to Koudzsi no Kjúkjoku Sinka (スピリットを一つに！ 拓也と輝二の究極進化; Hepburn: Supiritto o Hitotsu ni! Takuya to Kouji no Kyūkyoku Shinka)            | 2002. december 8.    | 2008. október 24.    |
| 36 | Nincs megállás Sóri e no Hisó! Taikecu Kerubimon no Siro (勝利への飛翔！ 対決ケルビモンの城; Hepburn: Shōri e no Hishō! Taiketsu Kerubimon no Shiro)                                                  | 2002. december 15.   | 2008. október 27.    |
| 37 | A végső roham Kesszen! Inocsi Aru Kagiri Dedzsitaru Várudo vo Torimodosze (決戦！命ある限り デジタルワールドを取り戻せ; Hepburn: Kessen! Inochi Aru Kagiri Dejitaru Wārudo wo Torimodose)             | 2002. december 22.   | 2008. október 28.    |
| 38 | A lovagok támadása Ovaranai Sitó! Rúcsemon Fukkacu no Dzsokjoku (終わらない死闘！ ルーチェモン復活の序曲; Hepburn: Owaranai Shitō! Rūchemon Fukkatsu no Jokyoku)                                      | 2003. január 5.      | 2008. október 29.    |
| 39 | Menekülés a Holdról Kore ga Dedzsitaru Várudo!? Cuki kara no Dassucu (これがデジタルワールド！？ 月からの脱出！; Hepburn: Kore ga Dejitaru Wārudo!? Tsuki kara no Dasshutsu)                          | 2003. január 12.     | 2008. október 30.    |
| 40 | Az angyal védencei Erabaresi Mono!? Endzsemon o Ajacuru Sónen! (選ばれし者！？ エンジェモンを操る少年！; Hepburn: Erabareshi Mono!? Enjemon o Ayatsuru Shōnen!)                                       | 2003. január 19.     | 2008. október 31.    |
| 41 | Az égig érő paszuly Szukjan Szaszeru na! Júdzsóu no Mame no Ki (スキャンさせるな！ 友情の豆の木; Hepburn: Sukyan Saseru na! Yūjō no Mame no Ki)                                                       | 2003. január 26.     | 2008. november 3.    |
| 42 | A keltető Dedzsitama o Mamoru! Kiejuku Inocsi no Kiszeki (ヂギタマを守れ！ 消えゆく命の奇跡; Hepburn: Dejitama o Mamoru! Kieyuku Inochi no Kiseki)                                                    | 2003. február 2.     | 2008. november 4.    |
| 43 | Otthon édes otthon Furuszato Soumecu! Dzsigoku no Sisa Szukaruszatamon (故郷消滅！ 地獄の使者スカルサタモン; Hepburn: Furusato Shoumetsu! Jigoku no Shisha Sukarusatamon)                             | 2003. február 9.     | 2008. november 5.    |
| 44 | Egy kis segítség Tomo ni Tatakae! Gocumon to Koudzsi no Csikai (共に戦え！ ゴツモンと輝二の誓い; Hepburn: Tomo ni Tatakae! Gotsumon to Kouji no Chikai)                                               | 2003. február 16.    | 2008. november 6.    |
| 45 | Mentsük meg a piacot! Déta Kaku Ran Szakuszen! Akiba Máketto o Bóeisze jo (データかく乱作戦！ アキバマーケットを防衛せよ; Hepburn: Dēta Kaku Ran Sakusen! Akiba Māketto o Bōeise yo)                  | 2003. február 23.    | 2008. november 7.    |
| 46 | Az utolsó erőd Dedzsitaru Várudo Sómecu!? Rúcsemon Ankoku Sihai (デジタルワールド消滅！？ ルーチェモン暗黒支配; Hepburn: Dejitaru Wārudo Shōmetsu!? Rūchemon Ankoku Shihai)                           | 2003. március 2.     | 2008. november 10.   |
| 47 | A lovagok alkonya Roijaru Naicu Csiru, Szosite...!! (ロイヤルナイツ散る それて・・・！！; Hepburn: Roiyaru Naitsu Chiru, Soshite...!!)                                                                | 2003. március 9.     | 2008. november 11.   |
| 48 | Az utolsó kívánság Hikari to Jami o Hitocu ni! Kouicsi Szaigo no Negai (光と闇を一つに！ 輝一最後の願い; Hepburn: Hikari to Yami o Hitotsu ni! Kouichi Saigo no Negai)                                | 2003. március 16.    | 2008. november 12.   |
| 49 | Vissza az emberi világba Tatakae Szuszanoomon, Rúcsemon Ningenkai Tótacu!! (戦えスサノオモン ルーチェモン人間界到達！; Hepburn: Tatakae Susanoomon, Rūchemon Ningenkai Tōtatsu!!)                     | 2003. március 23.    | 2008. november 13.   |
| 50 | Egy legenda születése Toki o Koete! Aratana Denszecu no Hadzsimari (時を越えて！ 新たな伝説の始まり; Hepburn: Toki o Koete! Aratana Densetsu no Hajimari)                                             | 2003. március 30.    | 2008. november 14.   |

## Digimon Savers (5. sorozat)
Nyitódal
Góing! Going! My soul!! (強ing! Going! My soul!!; Hepburn: Gōing! Going! My soul!!) - előadó: Dynamite SHU (epizódok: 1 - 29)
Hirari (ヒラリ; Hepburn: Hirari) - előadó: Vada Kódzsi (epizódok: 30 - 48)
Záródal
One Star - előadó: Itó Jószuke (epizódok: 1 - 24)
Rjúszei (流星; Hepburn: Ryūsei) - előadó: MiyuMiyu (epizódok: 25 - 47)
Betétdal
Believer - előadó: Ikuo
| #  | Epizód címe | Első japán sugárzás  | Első magyar sugárzás |
| -- | --- | -------------------- | -------------------- |
| 1  | Szörnyek járnak köztünk Ore ga Maszaru da! Kokatorimon Súrai (俺が大だ!コカトリモン襲来; Hepburn: Ore ga Masaru da! Kokatorimon Shūrai)                                              | 2006. április 2.     |                      |
| 2  | Masaru belső ereje Moero Ikari no Dedzsi-szouru, Jami ni Hiszomu Furaimon (燃えろ怒りのデジソウル 闇にひそむフライモン; Hepburn: Moero Ikari no Deji-souru, Yami ni Hisomu Furaimon) | 2006. április 9.     |                      |
| 3  | Touma visszatér Kaette Kita Tenszai Tohma! Meramon vo Buttobasze (帰ってきた天才トーマ!メラモンをぶっとばせ; Hepburn: Kaette Kita Tensai Tohma! Meramon wo Buttobase)                | 2006. április 16.    |                      |
| 4  | Touma és Masaru egy csapatban Sin-Csímu Hacu-sucudó! Dorimogemon vo Oe! (新チーム初出動!ドリモゲモンを追え!; Hepburn: Shin-Chīmu Hatsu-shutsudō! Dorimogemon wo Oe!)                 | 2006. április 23.    |                      |
| 5  | Digivilág jövünk! Dedzsitaru-várudo Tocunjú! Dorimogemon no Vana (デジタルワールド突入! ドリモゲモンの罠; Hepburn: Dejitaru-wārudo Totsunyū! Dorimogemon no Wana)                    | 2006. április 30.    |                      |
| 6  | A szupercsapat nincs többé? Maszaru Agumon Konbi Kaisó!? Sippú Garurumon (大·アグモンコンビ解消!? 疾風ガルルモン; Hepburn: Masaru Agumon Konbi Kaishō!? Shippū Garurumon)            | 2006. május 7.       |                      |
| 7  | Chika feledhetetlen szülinapja Tohma no Kjúdzsicu, Bonbá-nanimon (トーマの休日 爆裂ボンバーナニモン; Hepburn: Tohma no Kyūjitsu, Bonbā-nanimon)                                      | 2006. május 14.      |                      |
| 8  | Az énekes titka Josino Tama-no-kosi Getto!? Kuriszarimon no Kage (ヨシノ玉の輿ゲット!? クリサリモンの影; Hepburn: Yoshino Tama-no-koshi Getto!? Kurisarimon no Kage)                 | 2006. május 21.      |                      |
| 9  | Sose találkozz a példaképeiddel! Tohma Eikó Naki Tatakai, An'jaku Togemon (トーマ栄光なき戦い 暗躍トゲモン; Hepburn: Tohma Eikō Naki Tatakai, An'yaku Togemon)                       | 2006. május 28.      |                      |
| 10 | Masaru rossz napja Maszaru Dzsinszei Szaiaku no Hi, Itazura Szourumon (マサル人生最悪の日 いたずらソウルモン; Hepburn: Masaru Jinsei Saiaku no Hi, Itazura Sourumon)                 | 2006. június 4.      |                      |
| 11 | Vilemon gaztettei Ojako no Kizuna vo Torimodosze, Ibirumon no Genvaku (親子の絆を取り戻せ イビルモンの幻惑; Hepburn: Oyako no Kizuna wo Torimodose, Ibirumon no Genwaku)             | 2006. június 18.     |                      |
| 12 | Az égből pottyant digitojás Csika va Boku ga Mamoru! Pijomon no Kecui (知香はボクが守る! ピヨモンの決意; Hepburn: Chika wa Boku ga Mamoru! Piyomon no Ketsui)                        | 2006. június 25.     |                      |
| 13 | RiseGreymon Megjelenik Maszaru Aratanaru Csikara, Sinka! Raizu-gureimon (マサル新たなる力 進化!ライズグレイモン; Hepburn: Masaru Aratanaru Chikara, Shinka! Raizu-gureimon)          | 2006. július 2.      |                      |
| 14 | A digivilág vad gyermeke Dedzsimon Sónen Ikuto, Mori no Ban'nin Dzsureimon (デジモン少年イクト 森の番人ジュレイモン; Hepburn: Dejimon Shōnen Ikuto, Mori no Ban'nin Jureimon)        | 2006. július 9.      |                      |
| 15 | Az árulás szakadéka Kászan no Omoide, Hoero Mahha-gaogamon (母さんの想い出 吠えろマッハガオガモン; Hepburn: Kāsan no Omoide, Hoero Mahha-gaogamon)                                   | 2006. július 23.     |                      |
| 16 | Falcomon: Barát, vagy ellenség? Nakama va Farukomon!? Mórecu! Buroszsamon (仲間はファルコモン!? モーレツ! ブロッサモン; Hepburn: Nakama wa Farukomon!? Mōretsu! Burossamon)          | 2006. július 30.     |                      |
| 17 | Yoshi legnagyobb harca önmaga ellen Kiszeki vo Jobu Utagoe, Rairamon Sinka (奇跡を呼ぶ歌声 ライラモン進化; Hepburn: Kiseki wo Yobu Utagoe, Rairamon Shinka)                          | 2006. augusztus 6.   |                      |
| 18 | Összecsapás Merucimonnal Datcu-csímu Zen'mecu!? Gekitocu Merukurimon (DATSチーム全滅!? 激突メルクリモン; Hepburn: Dattsu-chīmu Zen'metsu!? Gekitotsu Merukurimon)                    | 2006. augusztus 13.  |                      |
| 19 | Az igazság Ikutóról Hjóteki va Ikuto!? Gocumon no Takurami (標的はイクト!?ゴツモンの企み; Hepburn: Hyōteki wa Ikuto!? Gotsumon no Takurami)                                          | 2006. augusztus 20.  |                      |
| 20 | A Oguchi család egyesül Hahaoja vo Szukue, Ikuto, Hagurumon no Ori (母親を救え、イクト ハグルモンの檻; Hepburn: Hahaoya wo Sukue, Ikuto, Hagurumon no Ori)                           | 2006. augusztus 27.  |                      |
| 21 | A Digimon hadsereg bevonul Ningen-kai Dai-panikku, Dedzsimon Gundan Singeki (人間界大パニック デジモン軍団進撃; Hepburn: Ningen-kai Dai-panikku, Dejimon Gundan Shingeki)            | 2006. szeptember 3.  |                      |
| 22 | SaberLeomon bosszúja Taosze Kjúkjoku-tai! Dotó Száberu-reomon (倒せ究極体! 怒涛サーベルレオモン; Hepburn: Taose Kyūkyoku-tai! Dotō Sāberu-reomon)                                    | 2006. szeptember 10. |                      |
| 23 | Még egy út a digivilágba Futatabi, Dedzsitaru-várudo e, Inszekimon Óabare (再び、デジタルワールドへ インセキモン大暴れ; Hepburn: Futatabi, Dejitaru-wārudo e, Insekimon Ōabare)      | 2006. szeptember 17. |                      |
| 24 | A múlt felfedve Akaszareru Kako, Hidzsó! Gizumon É-Tí (明かされる過去 非情!ギズモン: ΑT; Hepburn: Akasareru Kako, Hijō! Gizumon Ē-Tī)                                                | 2006. szeptember 24. |                      |
| 25 | Kurata Bosszúja Kurata no Jabó vo Kudake, Hisó Jatagaramon (倉田の野望をくだけ 飛翔ヤタガラモン; Hepburn: Kurata no Yabō wo Kudake, Hishō Yatagaramon)                               | 2006. október 1.     |                      |
| 26 | Az emlékek a legfontosabbak Maszaru Kioku Sókjo, Usinavareta Kizuna (マサル記憶消去 失われた絆; Hepburn: Masaru Kioku Shōkyo, Ushinawareta Kizuna)                                   | 2006. október 8.     |                      |
| 27 | A vég kezdete Kurata vo Oe, Dedzsimon Szen'mecu Szakuszen Kaisi! (倉田を追え·デジモン殲滅作戦開始!; Hepburn: Kurata wo Oe, Dejimon Sen'metsu Sakusen Kaishi!)                        | 2006. október 15.    |                      |
| 28 | Digivice leolvadás Sinka Fu-kanou! Dedzsivaiszu Hókai (進化不可能!デジヴァイス崩壊; Hepburn: Shinka Fu-kanou! Dejivaisu Hōkai)                                                       | 2006. október 22.    |                      |
| 29 | Digivice Javítási tanfolyam Jomigaeru dedzsivaiszu. Arata naru kagajaki (よみがえるデジヴァイス·新たなる輝き; Hepburn: Yomigaeru dejivaisu. Arata naru kagayaki)                     | 2006. október 29.    |                      |
| 30 | Út a szent városba Toravare no Maszaru. Szeinaru mijako no vana (とらわれの大 聖なる都の罠; Hepburn: Toraware no Masaru. Seinaru miyako no wana)                                     | 2006. november 5.    |                      |
| 31 | Zsenik csatája: Touma vs. Nanami Tenszai taikecu! Tohma VS Nanami (天才対決!トーマVSナナミ; Hepburn: Tensai taiketsu! Tohma VS Nanami)                                               | 2006. november 12.   |                      |
| 32 | Végső ellenállás a szent városban Mókó Kurata gundan. Szeinaru mijako mamore (猛攻倉田軍団 聖なる都を守れ; Hepburn: Mōkō Kurata gundan. Seinaru miyako mamore)                       | 2006. november 19.   |                      |
| 33 | A Végső Bio-Hybrid csata Szaigo no keszsen! Kouki kjúkjoku sinka (最後の決戦!聖、究極進化; Hepburn: Saigo no kessen! Kouki kyūkyoku shinka)                                          | 2006. november 26.   |                      |
| 34 | A Norstein család titka Kecubecu no hi. Szaikjó no teki, Tohma! (訣別の日 最強の敵·トーマ!; Hepburn: Ketsubetsu no hi. Saikyō no teki, Tohma!)                                       | 2006. december 3.    |                      |
| 35 | Kurata igazi terve Hamecu no pavá. Saingureimon bószó (破滅のパワー シャイングレイモン暴走; Hepburn: Hametsu no pawā. Shaingureimon bōsō)                                            | 2006. december 10.   |                      |
| 36 | Belphemon ébredj! Maó Berufemon fukkacu (魔王ベルフェモン復活; Hepburn: Maō Berufemon fukkatsu)                                                                                      | 2006. december 17.   |                      |
| 37 | Harc Belphemonnal Mezame jo Agumon. Berufemon o Taosze! (目覚めよアグモン ベルフェモンを倒せ!; Hepburn: Mezame yo Agumon. Berufemon o Taose!)                                        | 2006. december 24.   |                      |
| 38 | A Sugár ereje Bászuto Módo. Kjúkjoku o koeru csikara (バーストモード 究極を超える力; Hepburn: Bāsuto Mōdo. Kyūkyoku o koeru chikara)                                                 | 2007. január 7.      |                      |
| 39 | Yggdrasil végzetes döntése Ningenkai sómecu! Igudorasiru no kecudan (人間界消滅!イグドラシルの決断; Hepburn: Ningenkai shōmetsu! Igudorashiru no ketsudan)                           | 2007. január 14.     |                      |
| 40 | A király lovagjai összegyűlnek Szaikjó kisidan. Roijaru Naicu súken (最強騎士団·ロイヤルナイツ集結; Hepburn: Saikyō kishidan. Roiyaru Naitsu shūken)                                 | 2007. január 21.     |                      |
| 41 | Apa és fia sorsa Kobusi de tasikamero! Tószan no omoi (拳でたしかめろ!父さんの想い; Hepburn: Kobushi de tashikamero! Tōsan no omoi)                                                  | 2007. január 28.     |                      |
| 42 | Touma sugárzik a színre Tohma kecui no Bászuto Módo (トーマ決意のバーストモード; Hepburn: Tohma ketsui no Bāsuto Mōdo)                                                               | 2007. február 4.     |                      |
| 43 | Igazság=erő?! Csikara koszo szeigi! Dzsuukisi Dufutomon (力こそ正義!獣騎士ドゥフトモン; Hepburn: Chikara koso seigi! Juukishi Dufutomon)                                             | 2007. február 11.    |                      |
| 44 | Az Emberi potenciál Kudake! Kureniamumon no szaikjó no tate (砕け!クレニアムモンの最強の盾; Hepburn: Kudake! Kureniamumon no saikyō no tate)                                         | 2007. február 25.    |                      |
| 45 | Családi viszály Otoko to otoko no taiman sóbu! Maszaru VS Suguru (男と男のタイマン勝負!大VS英; Hepburn: Otoko to otoko no taiman shōbu! Masaru VS Suguru)                            | 2007. március 4.     |                      |
| 46 | BanchouLeomon titka Sógeki! Bancsóreomon no sindzsicu (衝撃!バンチョーレオモンの真実; Hepburn: Shōgeki! Banchōreomon no shinjitsu)                                                   | 2007. március 11.    |                      |
| 47 | A DATS végső csatája Mirai o mamore! DATS szaigo no tatakai (未来を守れ! DATS最後の戦い; Hepburn: Mirai o mamore! DATS saigo no tatakai)                                             | 2007. március 18.    |                      |
| 48 | Ég veletek! Kanzen keccsaku! Szaraba kenka bancsó (完全決着!さらばケンカ番長; Hepburn: Kanzen kecchaku! Saraba kenka banchō)                                                         | 2007. március 25.    |                      |

## Digimon: Xros Wars (6. sorozat)
Nyitódal
Never Give Up! (ネバギバ！; Hepburn: Nebagiba!) - előadó: Sonar Pocket (epizódok: 1 - 30)
New World - előadó: TWILL (epizódok: 31 - )
Betétdal
WE ARE Xros Heart! (WE ARE クロスハート!; Hepburn: WE ARE kurosuhāto!) - előadó: Vada Kódzsi
BLAZING BLUE FLARE - előadó: Takatori Hideaki
×4B THE GUARDIAN - előadó: Vada Kódzsi
Szora Mau Júsa! X5 (空舞う勇者!×5; Hepburn: Sora Mau Yūsha! X5) - előadó: Vada Kódzsi
DARK KNIGHT~Fujimi no ódzsa~ (DARK KNIGHT～不死身の王者～; Hepburn: DARK KNIGHT~Fujimi no ōja~) - előadó: Tanimoto Takajosi
Evolution & Digixros ver. TAIKI - előadó: Vada Kódzsi & Tanimoto Takajosi
Evolution & Digixros ver. KIRIHA - előadó: Tanimoto Takajosi & Vada Kódzsi
WE ARE Xros Heart! ver. X7 (WE ARE クロスハート! ver. X7; Hepburn: WE ARE kurosuhāto! ver. X7) - előadó: Vada Kódzsi & Tanimoto Takajosi & Mijazaki Ajumi
| #  | Epizód címe | Első japán sugárzás  | Első sugárzás |
| -- | --- | -------------------- | ------------- |
| 1  | Taiki, Iszekai e Iku! (タイキ、異世界へ行く！; Hepburn: Taiki, Isekai e Iku!) | 2010. július 6.      |               |
| 2  | Sautomon, Hoeru! (シャウ卜モン、吠える！; Hepburn: Shautomon, Hoeru!) | 2010. július 13.     |               |
| 3  | Raibaru Kiriha, Aravaru! (強敵キリハ、現る！; Hepburn: Raibaru Kiriha, Arawaru!) | 2010. július 20.     |               |
| 4  | Airando Zón, Gekidó! (アイランドゾーン、激動！; Hepburn: Airando Zōn, Gekidō!) | 2010. július 27.     |               |
| 5  | Dedzsimemori, Kagajaku! (デジメモリ、輝く！; Hepburn: Dejimemori, Kagayaku!) | 2010. augusztus 3.   |               |
| 6  | Kuroszu Fó, Kiki Toppa! (×4, 危機突破！; Hepburn: Kurosu Fō, Kiki Toppa!) | 2010. augusztus 10.  |               |
| 7  | Kazan Dedzsimon, Daibakuhacu! (火山デジモン、大爆発！; Hepburn: Kazan Dejimon, Daibakuhatsu!) | 2010. augusztus 17.  |               |
| 8  | Mósó Takutimon, Szemaru! (猛将タクティモン、迫る！; Hepburn: Mōshō Takutimon, Semaru!) | 2010. augusztus 24.  |               |
| 9  | Dorurumon, Kaze ni Kakeru! (ドルルモン、風に駆ける！; Hepburn: Dorurumon, Kaze ni Kakeru!) | 2010. augusztus 31.  |               |
| 10 | Taiki, Kisi ni Naru! (タイキ、騎士になる！; Hepburn: Taiki, Kishi ni Naru!) | 2010. szeptember 14. |               |
| 11 | Kuroszu Háto, Moeru! (クロスハート、燃える！; Hepburn: Kurosu Hāto, Moeru!) | 2010. szeptember 14. |               |
| 12 | Szando Zón, Iszeki de Daibóuken! (サンドゾーン、遺跡で大冒険！; Hepburn: Sando Zōn, Iseki de Daibōuken!) | 2010. október 12.    |               |
| 13 | Taiki, Megami no Szensi! (タイキ、女神の戦士！; Hepburn: Taiki, Megami no Senshi!) | 2010. október 19.    |               |
| 14 | Szensi Beruzebumon, Mau! (戦士ベルゼブモン、舞う！; Hepburn: Senshi Beruzebumon, Mau!) | 2010. október 26.    |               |
| 15 | Hebun Zón, Rakuen no Vana! (ヘブンゾーン、楽園の罠！; Hepburn: Hebun Zōn, Rakuen no Wana!) | 2010. november 9.    |               |
| 16 | Kurokisi Dedzsimon, Szandzsó! (黒騎士デジモン、参上！; Hepburn: Kurokishi Dejimon, Sanjō!) | 2010. november 16.   |               |
| 17 | Kiszeki no Dedzsikuroszu! Sautomon Kuroszu Faibu Tobu! (奇跡のデジクロス！シャウトモン×5飛ぶ！; Hepburn: Kiseki no Dejikurosu! Shautomon Kurosu Faibu Tobu!)                                                  | 2010. november 23.   |               |
| 18 | Szutingumon, Dedzsimon Dai Micurin no Júsa (スティングモン、デジモン大密林の勇者; Hepburn: Sutingumon, Dejimon Dai Mitsurin no Yūsha)                                                                         | 2010. november 30.   |               |
| 19 | Denszecu no Dekkádoramon, Ugoku! (伝説のデッカードラモン、動く！; Hepburn: Densetsu no Dekkādoramon, Ugoku!)                                                                                                  | 2010. december 7.    |               |
| 20 | Daszuto Zón, Gurandorocomon no Dai Szukurappu Tosi! (ダストゾーン、グランドロコモンの大スクラップ都市！ ; Hepburn: Dasuto Zōn, Gurandorocomon no Dai Sukurappu Toshi!)                                        | 2010. december 14.   |               |
| 21 | Keszsen! Dákunaitomon VS Kuroszu Háto! (決戦！ダークナイトモンVSクロスハート！; Hepburn: Kessen! Dākunaitomon VS Kurosu Hāto!)                                                                                | 2010. december 21.   |               |
| 22 | Vaizumon, Dedzsitaru Várudo no Himicu! (ワイズモン、デジタルワールドの秘密！; Hepburn: Waizumon, Dejitaru Wārudo no Himitsu!)                                                                                 | 2011. január 11.     |               |
| 23 | Sinobi Zón, Ovarai Nindzsa Batoru! (シノビゾーン、お笑い忍者バトル！ ; Hepburn: Shinobi Zōn, Owarai Ninja Batoru!)                                                                                            | 2011. január 18.     |               |
| 24 | Ocsikobore Monitamonzu, Ganbaru! (落ちこぼれモニタモンズ、頑張る！ ; Hepburn: Ochikobore Monitamonzu, Ganbaru!)                                                                                               | 2011. január 25.     |               |
| 25 | Zón Hókai! Hibana Csiru Taiki to Kiriha! (ゾーン崩壊！火花散るタイキとキリハ！ ; Hepburn: Zōn Hōkai! Hibana Chiru Taiki to Kiriha!)                                                                           | 2011. február 1.     |               |
| 26 | Sautomon, Kingu no Akasi! (シャウトモン、キングの証！ ; Hepburn: Shautomon, Kingu no Akashi!) | 2011. február 8.     |               |
| 27 | Szuícu Zón, Amató Dedzsimon Dai Abare (スイーツゾーン, 甘党デジモン大暴れ; Hepburn: Suītsu Zōn, Amatō Dejimon Dai Abare)                                                                                      | 2011. február 15.    |               |
| 28 | Szaisú Heiki Hacudó! Ganbare Kjútomon! (最終兵器発動！がんばれキュートモン！; Hepburn: Saishū Heiki Hatsudō! Ganbare Kyūtomon!)                                                                               | 2011. február 22.    |               |
| 29 | Taiki Kiriha VS Bagura Gun, Zenmen Kesszen! (タイキ・キリハVSバグラ軍、全面決戦！; Hepburn: Taiki Kiriha VS Bagura Gun, Zenmen Kessen!)                                                                       | 2011. március 1.     |               |
| 30 | Arata Naru Tabidacsi!! Tókjó Daikesszen! (新たなる旅立ち！！東京大決戦！！; Hepburn: Arata Naru Tabidachi!! Tōkyō Daikessen!)                                                                                 | 2011. március 8.     |               |
| 31 | Arata Naru Szekai e! Hirecu Sógun no Doragon Rando (新たなる世界へ！火烈将軍のドラゴンランド ; Hepburn: Arata Naru Sekai e! Hiretsu Shōgun no Doragon Rando)                                                  | 2011. április 3.     |               |
| 32 | Tacsiagare Kiriha! Kuroszu Háto Dakkai Szakuszen (立ち上がれキリハ！クロスハート奪回作戰; Hepburn: Tachiagare Kiriha! Kurosu Hāto Dakkai Sakusen)                                                             | 2011. április 10.    |               |
| 33 | Szeszudzsi Zovazova! Gekkó Sógun no Vanpaia Rando (背筋ゾワゾワ！月光将軍のヴァンパイアランド; Hepburn: Sesuji Zowazowa! Gekkō Shōgun no Vanpaia Rando)                                                       | 2011. április 17.    |               |
| 34 | Sinu na Gureimon! Sautomon Dí Kuroszu Tandzsó (死ぬなグレイモン！シャウトモンDX（ディークロス）誕生; Hepburn: Shinu na Gureimon! Shautomon Dī Kurosu Tanjō)                                                   | 2011. április 24.    |               |
| 35 | Pová ga Szuvareru! Haní Rando no Kariudo-tacsi (パワーが吸われる！ハニーランドの狩人たち; Hepburn: Powā ga Suwareru! Hanī Rando no Kariudo-tachi)                                                             | 2011. május 1.       |               |
| 36 | Varau Kariudo! Mokuszei Sougun Zamiérumon (笑う狩人！木精将軍ザミエールモン; Hepburn: Warau Kariudo! Mokusei Shougun Zamiērumon)                                                                              | 2011. május 8.       |               |
| 37 | Otouto jo, Naze!? Teki Dzseneraru-Jú no Akumu (弟よ、なぜ！？ 敵ジェネラル・ユウの悪夢; Hepburn: Otouto yo, Naze!? Teki Jeneraru-Yū no Akumu)                                                                 | 2011. május 15.      |               |
| 38 | Nazo no Szaibá Rando! Hagane no Macsi no Bisoudzso (謎のサイバーランド！鋼の街の美少女; Hepburn: Nazo no Saibā Rando! Hagane no Machi no Bishoujo)                                                            | 2011. május 22.      |               |
| 39 | Kuroszu Háto Bunrecu no Kiki! Szuikou Sougun no Hirecuna Vana (クロスハート分裂の危機！水虎将軍の卑劣なワナ ; Hepburn: Kurosu Hāto Bunretsu no Kiki! Suikou Shougun no Hiretsuna Wana)                        | 2011. május 29.      |               |
| 40 | Joukina Kaizoku, Aravaru! Górudo Rando no Koukai!! (陽気な海賊、現る！ゴールドランドの航海！！; Hepburn: Youkina Kaizoku, Arawaru! Gōrudo Rando no Koukai!!)                                                  | 2011. június 5.      |               |
| 41 | Kimizoku no Orégumon ga varau! Szaraba Kuroszu Háto! (金賊のオレーグモンが笑う！ さらばクロスハート！; Hepburn: Kimizoku no Orēgumon ga warau! Saraba Kurosu Hāto!)                                           | 2011. június 12.     |               |
| 42 | Kiriha nisza szajaku! Szóunkjógú no Csisin Sógun, Akuma no Juui! (キリハにささやく！峡谷の土神将軍、魔の誘い！; Hepburn: Kiriha nisa sayaku! Sōunkyōgū no Chishin Shōgun, Akuma no Yuui!)                     | 2011. június 26.     |               |
| 43 | Kjóki Aivo! Dekkádoramon Szaigo no Szakebi!! (強き愛を！デッカードラモン最期の叫び！！; Hepburn: Kyōki Aiwo! Dekkādoramon Saigo no Sakebi!!)                                                                  | 2011. július 3.      |               |
| 44 | Kizuna no Kuroszu Szebun! Gurabimon no Szózecu Batoru!! (きずなの×7！グラビモンとの壮絶バトル！！; Hepburn: Kizuna no Kurosu Sebun! Gurabimon no Sōzetsu Batoru!!)                                            | 2011. július 17.     |               |
| 45 | Szaigo no Oukoku, Kagajaku Taijou no Buraito Rando! (最後の王園、輝く太陽のフライトランド！; Hepburn: Saigo no Oukoku, Kagayaku Taiyou no Buraito Rando!)                                                     | 2011. július 24.     |               |
| 46 | Sou ka Si ka, Dzsigoku no Dzseneraru Keszsen! (生か死か、地獄のジエネラル決戦！; Hepburn: Shou ka Shi ka, Jigoku no Jeneraru Kessen!)                                                                         | 2011. július 31.     |               |
| 47 | Taiki vs Juu! Sounen Dzseneraru Taikecu!! (タイキvsユウ、少年ジェネラル対決！！; Hepburn: Taiki vs Yuu! Shounen Jeneraru Taiketsu!!)                                                                          | 2011. augusztus 7.   |               |
| 48 | Beruzebumon, Hikari ni Kiju! (ベルゼブモン、ヒカリに消ゆ！; Hepburn: Beruzebumon, Hikari ni Kiyu!) | 2011. augusztus 14.  |               |
| 49 | Taiki no Keddan! Szaikjou no Aporomon vo Koeru! (タイキの決断！最強のアポロモンを超えろ！; Hepburn: Taiki no Keddan! Saikyou no Aporomon wo Koeru!)                                                           | 2011. augusztus 21.  |               |
| 50 | Jomigaeru! Nananin no Deszu Dzseneraru Szoutoudzsou!! (よみがえる！七人のデスジェネラル総登場！; Hepburn: Yomigaeru! Nananin no Desu Jeneraru Soutoujou!!)                                                    | 2011. augusztus 28.  |               |
| 51 | Dedzsitaru Várudo no Mirai no Tame ni! Deszu Dzseneraru to no Juudzsou! (デジタルワールドの未来のために！デスジェネラルとの友情！; Hepburn: Dejitaru Wārudo no Mirai no Tame ni! Desu Jeneraru to no Yuujou!) | 2011. szeptember 4.  |               |
| 52 | Bagura Kjoudai! Ankoku no Kizuna (バグラ兄弟！暗黒の絆 ; Hepburn: Bagura Kyoudai! Ankoku no Kizuna) | 2011. szeptember 11. |               |
| 53 | Szemarikuru! Ningenkai Szaigo no Hi, D5 (迫りくる！人間界最期の日、D５ ; Hepburn: Semarikuru! Ningenkai Saigo no Hi, D5)                                                                                      | 2011. szeptember 18. |               |
| 54 | Eikou no DedzsiKuroszu, Cukame Oretacsi no Mirai! (栄光のデジクロス、 つかめ！おれたちの未来!!; Hepburn: Eikou no DejiKurosu, Tsukame Oretachi no Mirai!)                                                     | 2011. szeptember 25. |               |